# 남양주 가운동 지석묘
남양주 가운동 지석묘(南楊州 加雲洞 支石墓)는 대한민국 경기도 남양주시 가운동에 있는 고인돌이다. 1990년 9월 6일 경기도의 문화재자료 제80호로 지정되었다.

## 개요
지석묘는 청동기시대의 대표적인 무덤으로 고인돌이라고도 부르며, 주로 경제력이 있거나 정치권력을 가진 지배층의 무덤으로 알려져 있다.
우리나라의 고인돌은 4개의 받침돌을 세워 돌방을 만들고 그 위에 거대하고 평평한 덮개돌을 올려 놓은 탁자식과, 땅속에 돌방을 만들고 작은 받침돌을 세운 뒤 그 위에 덮개돌을 올린 바둑판식으로 구분된다.
이 고인돌이 있는 곳은 ‘괸돌’이라 불리며 고인돌은 괸돌 지역 배나무 밭 꼭대기에 자리하고 있다. 받침돌의 일부가 겉으로 드러나 있으며, 바둑판식으로 보인다. 덮개돌의 길이가 약 3.3m인 것으로 보아 이곳까지 올려오기 위해서는 많은 노동력이 필요했음을 알 수 있다. 유적 앞으로 한강이 흐르며, 한강에 인접한 오른편으로 석수동 백제 토성이 있다. 유적 주변에서는 돌화살촉이 발견된 바가 있다.

## 참고 문헌
- 가운동지석묘 - 국가유산청 국가유산포털